# Primula fistulosa
Primula fistulosa är en viveväxtart som beskrevs av Turkev. Primula fistulosa ingår i släktet vivor, och familjen viveväxter. Inga underarter finns listade i Catalogue of Life.